# Шелехова-Растопшина, Татьяна Григорьевна
Татьяна Григорьевна Шелехова-Растопшина (в девичестве — Растопшина; 4 апреля 1946, Саратов, СССР) — советская конькобежка; участница зимних Олимпийских игр 1976 года, серебряный призёр чемпионата мира, бронзовый призёр чемпионата Европы, 3-кратная чемпионка СССР и 8-кратная призёр чемпионата СССР, рекордсменка мира 1973 года. Мастер спорта СССР международного класса. Выступала за СО "Труд" (Свердловск) и "Авангард" (Киев).

## Биография
Татьяна родилась в Саратове, и жила в однокомнатной квартире в семье из пяти человек. Она начала кататься на коньках в своём родном городе, как и её брат. С 1963 года выступала на чемпионате СССР за свердловское спортивное общество "Труд". Тренировалась под руководством тренера В.И. Сергеева.
В 1963 году 16-летняя школьница на соревнованиях скороходов общества "Труд" показала отличные результаты на всех дистанциях. Она пробежала с новыми рекордами РСФСР для девушек старшей и младшей возрастной групп на 500, 1000, 1500, 3000 метров и в сумме многоборья, а также выполнила норматив мастера спорта. Через год она выиграла чемпионат РСФСР среди девушек старшего возраста в многоборье. Начала с падения на пятисотке. Единственная возможность стать чемпионкой республики была в выигрыше трёх остальных дистанций и она сделала это.
В январе 1965 года 18-летняя спортсменка впервые участвовала в международных соревнованиях в норвежском Осло, где заняла 2-е место в забеге на 3000 метров и по сумме двух дистанции заняла 3-е место. В феврале дебютировала на чемпионате мира в классическом многоборье и сразу заняла высокое 9-е место. В марте на дебютном своём чемпионате СССР в классическом многоборье Растопшина заняла 11-е место из 69 участниц. Через неделю выиграла 1500 метров и в сумме многоборья на всесоюзном первенстве среди юниоров.
Через год на чемпионате мира в Тронхейме выиграла малую золотую медаль в забеге на 1000 м, но в сумме многоборья осталась на 8-м месте. За эту медаль ей пообещали новую квартиру, но она не дождалась её, зато в Киеве ей не отказали и Татьяна переехала туда. Там она вышла замуж за своего тренера и конькобежца Александра Шелехова и уже с марта 1966 года выступала на 2-й зимней Спартакиаде народов СССР за команду "Авангард" Киев под его фамилией. По её быстрому переходу в команду Украины была судейская коллегия, в которой белорусы были против этого, но всё же судьи приняли сторону Шелеховой.
В 1967 году родила дочку Светлану. Молодая мама решила вернуться на дорожку, но… спортивная форма восстанавливалась с трудом. Её вывели из состава сборной страны, и она на долгие годы исчезла из конькобежного спорта. Но сама Таня и её муж Александр Шелехов не хотели сдаваться. Все это время они много работали и значительно увеличили объем тренировочных нагрузок. 
Её возвращение было в январе 1969 года на катке Медео, где она была лучшей на 1500 метров и стала третьей в многоборье. На чемпионате страны заняла только 9-е место в абсолютном зачёте. В декабре на мемориале Я. Мельникова Шелехова заняла 2-е место по сумме трёх дистанции.
В январе 1970-го Шелехова стала 4-й на первенстве СССР. и дебютировала на первом чемпионате Европы в Херенвене, где заняла 10-е место, а следом выиграла зимнюю Спартакиаду СССР в Киеве. В начале сезона 1970/71 форма Шелеховой оказалась на низком уровне и высоких результатов не пришлось ждать. В феврале 1971 года на III зимней Спартакиаде профсоюзов Украины она выиграла все дистанции, а на 1500 метров установила рекорд республики. На первенстве СССР выступила слабо.
Сделав выводы с прошлых двух неудачных сезонов, она успешно стартовала в январе 1972 года на первенстве спортивных обществ, где стала второй в забегах на 500 и 1500 метров и третьей на 1000 и 3000 метров, что позволило ей стать второй в сумме многоборья. Следом поднялась в многоборье на 2-е место на первенстве профсоюзов СССР. В марте заняла 3-е место на соревнованиях на приз им. Кирова и стала серебряным призёром в многоборье на чемпионате СССР.  
В январе 1973 года на чемпионате СССР поднялась на 3-е место в многоборье, выиграв забег 1000 метров с рекордом СССР - 1:28,52 сек. Следом заняла 5-е место на чемпионате Европы, а в феврале на чемпионате мира в классическом многоборье в Стрёмсунде завоевала серебряную медаль, уступив только сильнейшей на тот момент голландке Атье Кёлен-Делстре. В марте Студентка факультета журналистики стала 2-й на чемпионате СССР в комбинации спринта и на чемпионате СССР на отдельных дистанциях выиграла свои первые золотые медали на первенстве страны в забегах на 1000 м и 1500 м.
В 1974 году при тренере Борисе Андриановиче Стенине Татьяна стала серебряным призёром чемпионата СССР в классическом многоборье и впервые завоевала бронзовую медаль в многоборье на чемпионате Европы в Алма-Ате. В феврале на чемпионате мира в классическом многоборье заняла только 8-е место. В марте на III зимней Спартакиаде народов СССР она на всех дистанциях была в призах и выиграла "бронзу" в многоборье.
В 1975 году она стала 9-й на чемпионате мира в классическом многоборье, а на первенстве СССР заняла 5-е место в абсолютном зачёте. Заняла 2-е место на зимней Спартакиаде народов СССР. 
В январе 1976 года после длинной серии контрольных и официальных стартов на катках Будапешта, Коломны, Инцеля, Инсбрука Шелехова была отобрана в олимпийскую сборную страны. В феврале на зимних Олимпийских играх в Инсбруке Татьяна заняла 14-е место на дистанциях 3000 м и 15-е на 1000 м. В том же году ушла из спорта.

## Личная жизнь и семья
Татьяна Григорьевна вместе с мужем живут в Киеве. Её дочь Светлана пошла по стопам родителей в конькобежном спорте и участвовала в городских соревнованиях. В 1982 году она участвовала в 1-й зимней Спартакиаде школьников Украины и 14-летняя школьница выиграла троеборье, а в 1986 году выполнила норматив мастер спорта.